# Сезон тихоокеанских тайфунов 2017 года
Сезон тихоокеанских тайфунов 2017 — период года, когда тропические циклоны формируются в западной части Тихого океана. Область рассмотрения статьи ограничена с востока линией перемены дат, с запада 110 меридианом восточной долготы, с юга — экватором.
В данном регионе существует две организации, которые присваивают имена тропическим циклонам: Японское метеорологическое агентство (JMA) и PAGASA. Тропические депрессии, наблюдаемые объединённым центром предупреждений о тайфунах США (JTWC), получают цифровое обозначение с суффиксом W.
За время сезона 2017 года было сформировано меньшее число тайфунов и супертайфунов, чем обычно. Так, за весь сезон сформировались только 27 штормов, получивших имя собственное, 11 тайфунов и два супертайфуна. Возникновение ураганов в рамках годового сезона происходит в течение всего календарного года, но больше всего тропических циклонов обычно развивается в период с мая по октябрь. Первый тропический шторм этого сезона, получивший имя собственное, сформировался 26 апреля и получил имя Muifa, а последний тропический шторм, сформировавшийся 30 декабря, полностью рассеялся только 4 января 2018. Первый тайфун сформировался 23 июля, что считается редкостью — в последний раз такое позднее формирование первого тайфуна сезона происходило в 1998 году.

## Метеопрогнозы на сезон
| Сводная таблица метеопрогнозов на сезон | Сводная таблица метеопрогнозов на сезон | Сводная таблица метеопрогнозов на сезон | Сводная таблица метеопрогнозов на сезон | Сводная таблица метеопрогнозов на сезон | Сводная таблица метеопрогнозов на сезон |
| Прогнозы от TSR                         | Прогнозы от TSR                         | Прогнозы от TSR                         | Прогнозы от TSR                         | Прогнозы от TSR                         | Прогнозы от TSR                         |
| Дата опубликования                      | Число                                   | Число                                   | Число                                   | Накопленная энергия                     | Ссылка                                  |
| Дата опубликования                      | Тропических штормов                     | Тайфунов                                | Интенсивных тайфунов                    | Накопленная энергия                     | Ссылка                                  |
| --------------------------------------- | --------------------------------------- | --------------------------------------- | --------------------------------------- | --------------------------------------- | --------------------------------------- |
| В среднем в период с 1965 по 2016       | 26                                      | 16                                      | 9                                       | 297                                     | [ 1 ]                                   |
| 5 мая 2017                              | 27                                      | 17                                      | 10                                      | 357                                     | [ 1 ]                                   |
| 6 июля 2017                             | 25                                      | 15                                      | 7                                       | 250                                     | [ 2 ]                                   |
| 8 августа 2017                          | 26                                      | 14                                      | 7                                       | 255                                     | [ 3 ]                                   |
| Прогнозы от национальных метеослужб     |                                         |                                         |                                         |                                         |                                         |
| Дата опубликования                      | Название метеослужбы                    | Время действия прогноза                 | Время действия прогноза                 | Число активных метеообразований         | Ссылка                                  |
| 20 января 2017                          | PAGASA                                  | С января по март                        | С января по март                        | 1-2 тропический циклон                  | [ 4 ]                                   |
| 20 января 2017                          | PAGASA                                  | С апреля по июнь                        | С апреля по июнь                        | 2-4 тропический циклон                  | [ 4 ]                                   |
| 26 июня 2017                            | CWB                                     | Весь 2017 год                           | Весь 2017 год                           | 21-25 тропический шторм                 | [ 5 ]                                   |
| 6 июля 2017                             | PAGASA                                  | С июля по сентябрь                      | С июля по сентябрь                      | 6-9 тропический циклон                  | [ 6 ]                                   |
| 6 июля 2017                             | PAGASA                                  | С октября по декабрь                    | С октября по декабрь                    | 3-5 тропический циклон                  | [ 6 ]                                   |
| Статистика по итогам сезона             |                                         |                                         |                                         |                                         |                                         |
| Метеослужба                             | Метеослужба                             | Зарегистрировано                        | Зарегистрировано                        | Зарегистрировано                        |                                         |
| Метеослужба                             | Метеослужба                             | Тропических циклонов                    | Тропических штормов                     | Тайфунов                                |                                         |
| JMA                                     | JMA                                     | 41                                      | 27                                      | 11                                      |                                         |
| JTWC                                    | JTWC                                    | 33                                      | 26                                      | 12                                      |                                         |
| PAGASA                                  | PAGASA                                  | 22                                      | 16                                      | 4                                       |                                         |

Каждый год несколько национальных метеослужб и научных организаций выпускают прогнозы, в которых пытаются предсказать сколько различных по силе штормов возникнет во время сезона и сколько из них может повлиять на конкретную страну. К таким организациями являются: TSR (Tropical Storm Risk), основанный на базе Университетского колледжа Лондона, PAGASA, центрального бюро погоды Тайваня (CWB), а также обсерватория Гонконга. 20 января PAGASA выпустила полугодовой прогноз, где отметила, что с января по март ожидается от одного до двух тропических циклонов, а с апреля по июнь от двух до четырёх тропических циклонов войдут в зону ответственности Филиппин. 23 марта обсерватория Гонконга выпустила прогноз, в котором говорилось, что число ураганов в сезоне 2017 года будет соответствовать средним многолетним значениям и на расстоянии 500 км от Гонконга пройдет от четырёх до семи ураганов, тогда как по статистике их число обычно равно шести. 5 мая TSR опубликовал свой первый прогноз на сезон, ожидая 27 штормов с собственными именами, 17 тайфунов и 10 интенсивных тайфунов, что несколько выше среднестатистических значений. 26 июня CWB выпустило прогноз, обещающий стандартный сезон, число тропических штормов от 21 до 25 и от трех до пяти штормов, которые могут повлиять на Тайвань. В этот же департамент метеорологии Таиланда выпустил свой прогноз, предусматривающий прохождение двух тропических штормов через территорию страны в августе или сентябре. 6 июля команда TSR выпустила второй прогноз, уменьшив ожидаемое число штормов с именами собственными до 25, число тайфунов до 15, а число интенсивных тайфунов до 7. В этот же день PAGASA выпустило второй и окончательный прогноз на период с июля по декабрь, ожидая появления в своей зоне ответственности от шести до девяти тропических циклонов разной силы с июля по сентябрь и ещё три-пять с октября до декабря. 8 августа команда TSR выпустила третий и окончательный прогноз, уменьшив число штормов с именами собственными до 26, тайфунов — до 14, а интенсивных тайфунов — до 7.

## Тропические циклоны

### Тропическая депрессия 01W (Ауринг)
Седьмого января PAGASA и JMA сообщили, что тропическая депрессия Ауринг возникла в 400 километрах к северу от города Давао, расположенного на острове Минданао, Филиппины. В течение дня депрессия двигалась вдоль субтропического гребня высокого давления, после чего получила обозначение Тропическая депрессия 01W от JTWC На следующий день она достигла побережья Филиппин, и как предполагалось, должна была рассеяться, но этого не случилось. 15 января были выпущены новые предупреждения, поскольку депрессия с востока приближалась к Вьетнаму. Однако, конвективные явления прекратились из-за сдвига ветра и взаимодействия с сушей и последнее предупреждение было выпущено 16 января, к тому моменту тропическая депрессия практически полностью разрушилась.
Из-за наводнений, вызванные этой тропической депрессией, погибли 11 человек. Убытки был оценен в 7.14 миллионов филиппинских песо, основной ущерб был нанесен сельскому хозяйству и рыболовству в провинции Западный Негрос.

### Тропическая депрессия Бисинг
3 февраля тропическая депрессия сформировалась к северу от Палау и получила имя Bising. Эта депрессия превратилась в область пониженного давления к 7 февраля, сведений о жертвах и разрушениях не поступало.

### Тропическая депрессия 02W (Крисинг)
Тропическая депрессия сформировалась недалеко от Палау 13 апреля. На протяжении следующих двух дней она перемещалась в направлении Филиппин и 17 апреля появились первые сообщения о погибших — 10 человек утонули в провинции Себу в результате наводнений, вызванных прохождением тропической депрессии.
Нанесенный ущерб был оценен в 84.8 миллионов Филиппинских песо, основной урон был нанесен городу Данао в провинции Себу. Тропическая депрессия потеряла энергию и превратилась в область низкого давления 20 апреля.

### Тропический шторм Муифа (Данте)
22 апреля JMA начало отслеживать тропическую депрессию, которая возникла вблизи Гуама. Несколькими днями позже JTWC начал отслеживать эту депрессию и ввел обозначение 03W. К 25 апреля, существенно переместившись к западу, циклон усилился и JMA повысил его статус до тропического шторма с одновременным назначением имени Муифа. На следующий день шторм вошел в зону ответственности PAGASA и получил имя Данте, однако изменил направление движения, и к 27 апреля покинул её в северном направлении, одновременно теряя разрушительную силу. JMA и JTWC понизили его статус до тропической депрессии в тот же день, а окончательно она рассеялась 29 апреля.

### Жестокий тропический шторм Мербок
10 июня JMA начало отслеживать тропическую депрессию, возникшую к западу от Манилы. Атмосферные условия были благоприятны для дальнейшего усиления циклона и тропическая депрессия быстро начала набирать мощь. JTWC выпустила информацию об системе и назначила ей наименование 04W. Через несколько часов после этого циклон достиг силы тропического шторма, получившего имя Мербок и направился на северо-северо-запад, продолжая усиливаться. 12 июня он достиг силы жестокого тропического шторма незадолго до выхода на побережье к востоку от Шэньчжэня. После выхода на сушу шторм быстро ослабел и полностью разрушился к 13 июня.
В Гонконге во время близкого прохождения глаза бури были зарегистрированы ветра со скоростью до 26 м/с и атмосферное давление 742 мм рт.ст. В южном Китае было разрушено 32 здания, 122 000 людей заявили об ущербе и 13 000 гектаров сельскохозяйственных земель было затоплено. Общий ущерб экономике провинции Гуандун был оценен в 600 миллионов юаней.

### Жестокий тропический шторм Нанмадол (Эмонг)
1 июля JMA зафиксировало превращение области низкого давления в полноценную тропическую депрессию, расположенную к юго-юго-западу от Окинотори. В то же день был выпущен первый прогноз перемещения циклона и зафиксирован ветер в 55 км/ч. Вскоре после этого PAGASA классифицировало систему как тропическую депрессию и присвоило её имя Эмонг. На следующий день JMA классифицировало циклон уже как тропический шторм и назначило ему имя Nanmadol. JTWC присвоил шторму обозначение 05W. Сила шторма продолжала нарастать, и вечером этого же дня JMA изменило его тип на жестокий тропический шторм. Nanmadol достиг пика интенсивности примерно в 06:00 UTC 3 июля, незадолго до контакта с островом Кюсю. Последнее сообщение JMA о шторме было опубликовано вечером 4 июля, когда шторм стал внетропическим. Его остатки пересекли линию перемены дат спустя ещё три дня, после чего циклон покинул область рассмотрения данной статьи, направившись в сторону Аляски.
Из-за мощных осадков, вызванных прохождением шторма Эмонг по крайней мере 20000 жителей префектур Ниигата, Тояма и Нагано было рекомендовано эвакуироваться из-за угрозы наводнений и оползней. В общей сложности 40 человек погибли и минимум трое были ранены за время прохождения шторма по территории Японии. Общий ущерб был оценен в 224 миллиарда иен.

### Жестокий тропический шторм Талас
Утром 14 июля JMA отметило переход области низкого давления в Южно-китайском море в состояние тропической депрессии, в связи с началом организации циклона К концу дня JMA начало выдавать бюллетени по системе и спрогнозировало, что депрессия превратится в тропический шторм в течение следующих суток.
Талас вышел на сушу в районе города Винь, расположенного в провинции Нгеан, Центральный Вьетнам приблизительно в 18:00 UTC 16 июля в статусе жестокого тропического шторма. В сухопутной части Вьетнама погибли 14 человек и были повреждены примерно 2700 домов. У побережья округа Кыало затонуло судно с углем, три человека погибли и ещё трое пропали без вести. Ущерб от шторма Талес на территории Вьетнама был оценен в триллион вьетнамских донгов (43.7 миллионов долларов США), а на территории провинции Хайнань — в 60 миллионов юаней.

### Тайфун Нору
19 июля JMA сообщило, что внетропическая область низкого давления превратилась в тропическую депрессию к северу от острова Уэйк. Сила шторма флуктуировала вплоть до 29 июля, когда Нору испытал эффект взрывного усиления тропического циклона и усилился до сурупертайфуна. Общие экономические потери Японии составили 100 миллионов долларов США.

### Тропический шторм Кулап
20 июля JMA начало отслеживать тропическую депрессию, которая образовалась на юго-западе от атолла Мидуэй. JTWC классифицировало систему как субтропическую. На следующий день циклон начал превращаться в тропический шторм, в результате чего обе организации назначали ему названия: Кулап и 09W соответственно. На следующий день шторм достиг наибольшей силы, был зафиксирован 1-минутный устойчивый ветер в 95 км/ч, а в районе компактного центра циклона начала формироваться конвективная облачность. В течение двух дней шторм смещался на запад в благоприятных условиях и ранним утром 24 июля JMA сообщило о 10-минутном устойчивом ветре в 75 км/ч и давлении в 1002 гПа. Однако, через несколько часов шторм вошел в зону с прохладной водой (температурой около 25 °C), что привело к быстрой потери энергии и ослаблению шторма до тропической депрессии. Финальный отчет JTWC был выпущен 26 июля, но JMA отслеживало остатки шторма до момента их поглощения тайфуном Нору 28 июля. Шторм развивался вдали от густонаселенных территорий и никаких сообщений о жертвах и разрушениях не поступало.

### Тропический шторм Сонка
21 июля JMA и JTWC сообщили, что примерно в 580 км к югу от Гонконга сформировалась тропическая депрессия, получившая наименование 08W. Несколько дней она, постепенно усиливаясь, перемещалась в направлении провинции Хайнань. Оба учреждения отметили переход тропической депрессии в статус тропического шторма, JMA назначило ему имя Sonca. К 24 июля шторм развил максимальную мощь с давлением 994 гПа. Ранним утром шторм вышел на побережья Вьетнама в провинции Куангчи, после чего JTWC выпустило финальный отчет о шторме Через несколько часов JMA так же выпустило свое финальное сообщение, в связи с тем, что шторм ослабел до уровня тропической депрессии и покинул океан, хотя окончательно она рассеялась только 29 июля.
В северной Камбодже в результате наводнений, вызванных тропическим штормом, погибли два человека, были затоплены несколько сотен домов и заблокировано движения по дорогам. В Таиланде 23 человека погибли, а нанесенный провинции Саконнакхон ущерб был оценен в 100 миллионов батов, а на всей территории Таиланда погибли 23 человека

### Тропический шторм Роке (Фабиан)
JMA сообщило о формировании тропической депрессии к юго-востоку от Тайваня раннем утром 21 июля. JTWC присвоил этой системе обозначение 10W к 18:00 UTC в тот же день Тропическая депрессия смещалась в северо-западном направлении и прошла через Лусонский пролив между Филиппинами и Тайванем. Приблизительно в это же время PAGASA начало выдавать предупреждения о формировании тропической депрессии и присвоило ей имя Фабиан. Ранним утром следующего дня депрессия вышла в Южно-китайское море и набирая силу над теплыми водами продолжила движение в сторону материкового Китая. JMA и JTWC повысили статус системы до тропического шторма, который получил имя Роки. Приблизительно в это же время, немного отклонившись к югу, шторм направился к побережью китайской провинции Гуандун. 12 часами позднее (в 18:00 UTC) JTWC понизил статус системы до тропической депрессии, но JMA оставило статус шторма без изменений. Шторм вышел к китайскому побережью восточнее Гонконга приблизительно в 01:30 UTC 23 июля и прошел над городом Шэньчжэнь двумя часами позже. После выхода на сушу тропический циклон начал быстро терять энергию и полностью разрушился через несколько часов, JMA уведомило об этом в 18:00 UTC 23 июля.
Школы, предприятия и правительственные учреждения Гонконга были закрыты, так как Обсерватория Гонконга выпустила предупреждение третьего уровня (из пяти возможных), ожидая скорое приближения Роки к городу. Паромные переправы так же были закрыты, а в международном аэропорту Гонконга было задержано не менее 50 рейсов. Однако шторм прошел достаточно далеко от Гонконга и никаких сообщений о жертвах и разрушениях в городе не поступало.

### Тайфун Несат (Горио)
Утром 25 июля JMA повысило статус области низкого давления, которая сформировалась к востоку от Филиппин до тропической депрессии. Сам шторм Горио не проходил над Филиппинами, обойдя острова с юго-востока, но под его воздействием произошло усиление юго-западного муссона, который вызвал проливные дожди на большей части территории страны. Филиппинское агентство NDRRMC оценило ущерб в 105,02 миллиона филиппинских песо. Ущерб Тайваню был оценен в 60 миллионов тайваньских долларов, а материковому Китаю — в 1,83 миллиарда юаней.

### Тропический шторм Хайтан (Huaning)
27 июля JMA повысило статус области низкого давления, располагавшейся над северной частью Южно-китайского моря до тропической депрессии. Несмотря на дезорганизованность системы JTWC выдал системе обозначение 12W в тот же день. На следующий день депрессия усилилась до тропического шторма, названного JMA Haitang. Из-за близости к тайфуну Несат и умеренного сдвига ветра шторм поддерживал свою силу на протяжении нескольких часов, а 30 июля усилился до своего максимума с усредненным 10-минутным ветром в 85 км/ч и минимальным давлением в 985 гПа. Приблизительно в это же время шторм вошел в зону ответственности PAGASA и получил имя Huaning, несмотря на то, что покинул её к 12 часам (UTC) того же дня. Система стала нестабильной, в 15:00 (UTC) JTWC понизил статус до тропической депрессии, а через 6 часов снова повысил до уровня тропического шторма. 31 июля JTWC выпустил последнюю рекомендацию по системе после того, как она вышла на сушу в графстве Pingtan, Тайвань. К 06:00 UTC того же дня JMA выпустило свое последнее сообщение после окончательного распада системы.

### Тропический шторм Налгаэ
31 июля JMA начало отслеживать тропическую депрессию, расположенную примерно в 1100 км к северо-востоку от острова Уэйк. На следующий день JTWC начал отслеживать эту систему и выдал её название 13W. 2 августа оба агентства присвоили системе статус тропического шторма после того как в ней возникла вспышечная конвекция (flaring convection), а сам шторм был расположен в области теплых поверхностных вод и малого сдвига ветра. Смещаясь к северу шторм постепенно набирал мощь и 5 августа были зафиксированы устойчивые 10-минутные ветры в 85 км/ч и минимальное давление, равное 988 гПа. В этот же день JTWC понизил статус шторма до тропической депрессии и выпустил финальное сообщение, поскольку атмосферные условия были неблагоприятными для развития шторма. На следующий день аналогичное сообщение было выпущено JMA, к этому моменту циклон стал внетропическим. Последний раз остатки циклона наблюдались 9 августа. Шторм перемещался вдали от населенных территорий и никаких сообщений о жертвах и разрушениях не поступало.

### Тайфун Хато (Исанг)
19 августа область низкого давления, расположенная к юго-востоку от Тайваня получила статус тропической депрессии.
Сила циклона постепенно росла и достигла уровня тайфуна во второй половине дня 22 августа, тайфун в этот момент находился в северо-восточной части Южно-Китайского моря. К 7 часам утра но гонконгскому времени Хато был в 100 километрах к юго-востоку от Гонконга вызывая мощные ливни на территории материкового Китая и острова Хайнань. К 11 часам местного времени тайфун был в 60 километрах юго-восточнее Гонконга и направлялся в сторону материка.
Обсерватория Гонконга выпустила ураганный сигнал № 10 в 09:10 местного времени, впервые с 2012 года. На территории материкового Китая погибло 32 человека, нанесенный ущерб составил 28.9 миллиарда юаней. В Гонконге погибло 8 человек, ущерб был оценен в 8 миллиардов гонконгских долларов. В Макао из-за штормового прилива были затоплены первые этажи многих зданий, погибло 12 человек, часть из них — на затопленных подземных парковках. Экономический ущерб был оценен в 11.5 миллиардов патака. Несмотря на то, что Хато вышел на берег в Южном Китае вызванные им дожди вызвали сильные наводнения в Северном Вьетнаме. Они повлекли гибель одного человека и нанесли ущерб провинции Баккан в размере 25 миллиардов донгов.

### Жестокий тропический шторм Пакхар (Джолина)
23 августа JTWC объявил о формировании тропической депрессии в 895 км к северу от Палау. 26 августа Пакхар прошел над Филиппинами, а 27 августа вышел на берег в районе городского уезда Тайшань.
В результате удара удара шторма Пакхар в Китае погибли 12 человек, а экономический ущерб был оценен в 760 миллионов юаней. Кроме того, Филиппинам был нанесен ущерб в 41.3 миллиона филиппинских песо, а Вьетнаму — в 2 миллиона донгов.

### Тайфун Санву
27 августа JMA начало отслеживать тропическую депрессию, которая начала развиваться в 441 километрах к северо-северо-востоку от Сайпана, хотя на тот момент её характер больше соответствовал муссонной, а не тропической депрессии. На следующий день JTWC присвоил циклону обозначение 17W. В тот же день сила циклона увеличилась и он получил статус тропического шторма и имя Санву. К 29 августа размеры шторма выросли ещё больше и JMA повысило его статус до сурового тропического шторма. В течение суток шторм был практически неподвижен и продолжал набирать мощь, находясь в области с благоприятными параметрами. К 31 августа циклон усилился настолько, что получил статус тайфуна первой категории, а 1 сентября — тайфуна второй категории. В дальнейшем тайфун начал смещаться к северо-востоку и быстро терять разрушительную силу, так JTWC понизил его статус до тропического шторма 2 сентября, и в тот же день выдал окончательное консультативное сообщение. JMA продолжало классифицировать циклон как тайфун до момента выхода его за пределы данной географической области и его превращения в внетропический циклон 3 сентября. В тот же день было выпущено окончательное консультативное заключение.
Тайфун не принес существенного ущерба Марианским островам, единственной погибшей оказалась женщина 33 лет, которая утонула во время шторма на пляже Obyan (Северные Марианские острова).
Уже после того, как тайфун Санву стал внетропическим циклоном он причинил существенный ущерб островам Курильской гряды и Камчатке, но этот ущерб не учитывается в итоговой статистике сезона. В Северо-Курильске были затоплены подвалы 12 домов, из-за схода селя река Кузьминка вышла из берегов и повредила четыре моста и размыла 500 метров автодороги. Так же пострадали две станции перекачки дизельного топлива к городским генераторам. Ущерб городу был оценен в десятки миллионов рублей. В Петропавловске-Камчатском были отменены занятия в школах, повалены деревья и оборваны линии электропередачи. О жертвах не сообщалось.

### Жестокий тропический шторм Мавар
30 августа JMA начало отслеживать тропическую депрессию, расположенную на северо-востоке от Лусона, Филиппины. Система получила международное обозначение 18W от JTWC и в тот же день JMA повысила статус циклона до тропического шторма с одновременным присвоением имени Мавар. 2 сентября шторм усилился до жестокого тропического шторма, но на следующий день ослабел обратно до тропического шторма из-за попадания в область сильного сдвига ветра. В этот же день вышло последнее сообщение от JTWC, указав местом выхода шторма на сушу Юго-Восточный Китай между городами Шаньвэй и Шаньтоу, к этому моменту шторм ослабел до тропической депрессии. JMA выпустило последнее сообщение на следующий день, когда циклон полностью рассеялся.
1 сентября национальный метеорологический центр Китая (NMC) опубликовал предупреждение синего уровня для южного района провинции Гуандун 2 сентября в два часа ночи местного времени Гонконгская обсерватория выпустила предупреждение № 1 о тропическом тайфуне над Гонконгом. 3 Сентября NMC повысил уровень своего предупреждения до жёлтого. Территории затронутые наводнениями, вызванными штормом Мавар частично совпали с местами, куда ранее ударили тайфун Хато и жестокий тропический шторм Пакхар, там выпало до 80 мм осадков. Общий экономический ущерб южному Китаю составил 10 миллионов юаней.

### Тропический шторм Гуколь (Кико)
3 Сентября JMA начало отслеживать тропическую депрессию, возникшую к востоку от Лусона, Филиппины. На следующий день PAGASA начало отслеживать циклон и присвоило название Кико и в тот же день JTWC присвоил циклону наименование 19W. В связи с усилением сдвига ветра JTWC выпустил окончательное сообщение в 03:00 UTC 5 сентября, но через несколько часов внутри циклона началась глубокая конвекция, несмотря на существенный сдвиг ветра, что заставило JTWC снова начать выдавать сообщения о возродившемся шторме. На следующий день JMA повысило статус циклона до тропического шторма и назначило ему название Гуколь. 7 сентября в 21:00 UTC, после существенного ослабления конвекции, JTWC повторно выдал финальное сообщение. Ранним утром следующего дня JMA объявило, что циклон стал остаточным минимумом. Остатки шторма в этот момент приблизились к Путяню, Фуцзянь, на сушу они вышли в районе города Фучжоу той же провинции и к вечеру были поглощены холодным фронтом над провинцией Чжэцзян.

### Тайфун Талим (Ланни)
7 сентября к востоку от Гуама сформировалась тропическая депрессия. На следующий день JTWC начал отслеживать циклон и назначил обозначение 20W. 9 сентября система усилилась до тропического шторма, получившего от JMA имя Талим. 11 сентября шторм усилился до тайфуна и вошел в зону ответственности PAGASA, которая назначило ему имя Ланни. Аналогичное повышение статуса шторма по версии JTWC произошло уже 12 сентября 14 сентября тайфун достиг 4 категории с устойчивым ветром на одноминутном интервале в 220 км/ч. В дальнейшем тайфун отклонился к востоку и быстро теряя силу направился в сторону Японии. 17 сентября, ослабевший до тропического шторма экс-тайфун Талим вышел на сушу на острове Кюсю, вызвав мощные ливни на территории Японии к востоку от Токио. После этого шторм получил статус внетропического циклона и направился в сторону России, окончательно он рассеялся 18 сентября над Магаданской областью.
На территории Японии Талим убил 6 человек, вызванный им ущерб оценен в 700 миллионов долларов. В связи с сильным ветром и штормом была закрыта паромная переправа между Сахалином и материком. Более 10 тысяч человек остались без света из-за ураганного ветра. Во Владивосток не смогли прибыть два круизных судна. О жертвах и существенном ущербе не сообщалось.

### Тайфун Доксури (Маринг)
По состоянию на 19 сентября NDRRMC подтвердил гибель 8 человек из-за оползней и наводнений, а общий экономический ущерб достиг 267 миллионов филиппинских песо.
15 сентября тайфун вышел на сушу в провинции Куангбинь, Вьетнам, имея силу тайфуна третьей категории. В результате погибло 15 человек, а ущерб достиг 16,4 триллионов вонгов Ущерб провинции Хайнань был оценен в 100 миллионов юаней.

### Тропическая депрессия 22W (Нандо)
Тропическая депрессия сформировалась к югу от Лусона 23 сентября и получила имя Нандо от PAGASA. Она быстро перемещалась на запад-северо-запад и вышла на сушу в провинции Куангнинь, Вьетнам 25 сентября. Циклон рассеялся в этот же день.
China Observatory объявила «желтую тревогу» в южном и восточном Китае из-за ливней. Для некоторых регионов были выпущены предупреждения о возможном выпадении до 140 мм осадков. Сигнал № 1 был объявлен в Гонконге 24 сентября в связи с порывами ветра скоростью до 70 км/ч и высокими волнами. 25 сентября депрессия приблизилась к Вьетнаму, и VNCHMF выпустил прогноз, согласно которому на территории Ханоя и близлежащих провинций ожидалось выпадение до 150 мм осадков и волны до 3 метров в Бухте Халонг.

### Тропическая депрессия 23W
Рано утром 7 октября к востоку от Филиппин сформировалась тропическая депрессия, которая смещалась в западном направлении и 10 октября вышла на сушу в провинции Хатинь, Вьетнам. В этот же день JMA и JTWC выпустили финальные сообщения о циклоне.
Несмотря на формально невысокий статус (система так и не смогла усилиться до тропического шторма) опасности тропическая депрессия 23W вызвала сильные наводнения в северном и центральном Вьетнаме, более 700 домов было разрушено, число погибших составило 100 человек. Из зоны бедствия удалось спасти 28 человек, общий экономический ущерб был оценен в 13 триллионов донгов. Вызванное циклоном наводнение на реке Hoàng Long было самым сильным с 1985.

### Тайфун Ханун (Одетт)
По данным NDRRMC от тайфуна Ханун на Филиппинах погиб только один человек, а финансовый ущерб составил 4.45 миллионов песо. 15 октября в Гонконге и Макао были объявлено штормовое предупреждение № 8, в основном из-за штормовых ветров. Ущерб южному Китаю от тайфуна Ханун составил 2.46 миллиарда юаней.

### Typhoon Лан (Паоло)
11 октября Научно-исследовательская лаборатория ВМС США сообщила о формировании тропического возмущения над штатом Трук, Федеративные Штаты Микронезии. Система медленно усиливалась и 14 октября JTWC выпустил предупреждение о формировании тропического циклона через несколько часов после того, как JMA объявило, что тропическое возмущение превратилось в область низкого давления. Начиная с 6 утра 15 октября JMA начало выдавать предупреждения о тропическом циклоне, повысив статус системы до тропической депрессии, а во второй половине дня аналогичное решение принял JTWC, назначив тропической депрессии обозначение 25W. Приблизительно через три часа JMA повысило статус циклона до тропического шторма, одновременно назначив ему имя Лан. Шторм в этот момент находился в 310 километрах к северо-востоку от Палау. 16 октября шторм вошел в зону ответственности PAGASA и получил имя Паоло. К 20 октября циклон достиг скорости ветра в 250 км/ч, что соответствует тайфуну 4 категории, став самым сильным тайфуном сезона.
В общей сложности в Японии погибло 17 человек, а нанесенный экономический ущерб был оценен в 2 миллиарда долларов. Уже после того, как ослабевший Лан стал внетропическим циклоном он вызвал сильные наводнения на Аляске в период с 24 по 28 октября, но вызванный этими наводнениями ущерб не учитывается в общей статистике сезона.

### Тропическая депрессия 26W
17 октября к северо-западу от Палавана из муссонного корыта возникла зона тропического волнения. На следующий день JTWC выпустил предупреждение о формировании тропического циклона для этой системы, а в 21:00 UTC начал выдавать рекомендации, классифицировав циклон как тропическую депрессию и назначив ей обозначение 26W. Это решение было вызвано обнаружением глубокой конвекции вблизи центром шторма, находящегося в благоприятных условиях. Первоначальный прогноз предполагал, что депрессия усилится в слабый тропический шторм, но 19 октября циклон был поглощен тайфуном Лан и прекратил свое существование.
Несмотря на недолгое существование тропическая депрессия 26W вызвала осадки на большей части Висайских островов и острова Минданао. Жители были предупреждены о риске наводнений и оползней. 14 человек погибли из-за сильных наводнений, вызванных 26W, а город Замбоанга был объявлен зоной бедствия 23 октября.

### Жестокий тропический шторм Саола (Quedan)
22 октября к северу от Гуама сформировалась тропическая депрессия. На следующий день циклон усилился до тропического шторма и JMA выдало ему имя Саола. К 24 октября шторм вошел в зону ответственности Филиппин и PAGASA назначило циклону имя Quedan. В течение следующих дней шторм медленно смещался на северо-запад и медленно усиливался. К 28 сентября Саола усилился до жестокого тропического шторма, но на следующий день стал ослабевать, попав в зону с относительно холодным поверхностным слоем воды. Шторм не выходил на берег, но принес дожди в южную Японию.
Общий экономический ущерб Японии составил 2.5 миллиарда йен.
На Дальнем Востоке России объявлялось штормовое предупреждение и ожидался шторм с волнами до двенадцати метров, но никаких сообщений об ущербе или погибших не поступало.

### Тропическая депрессия 29W
30 октября JMA повысило статус зоны низкого давления, расположенной над южной частью Южно-Китайского моря, до тропической депрессии. JTWC опубликовал предупреждение о формировании тропического циклона на следующий день. Первоначально прогнозировалось, что система усилится до тропического шторма, но к 3 ноября она деградировала до остаточного минимума, находясь в это время в Сиамском заливе. Через два дня JTWC перевыпустил предупреждение, а к 6 ноября он же классифицировла систему как тропическую депрессию 29W. К 8 ноября циклон вышел на сушу в районе Малайского полуострова и в тот же день рассеялся.
Несмотря на формально низкий статус и почти нормальное давление в центре циклона (всего на 4 гПа ниже нормы) тропическая депрессия 29W вызвала нетипично сильные дожди и внезапные наводнения в штате Пинанг, повлекшие гибель 7 человек. В некоторых городах уровень воды превышал 3.7 метра, затапливая одноэтажные дома целиком.

### Тайфун Дамри (Рамиль)
31 октября JMA повысило статус зоны низкого давления, расположенной к востоку от острова Себу, до тропической депрессии. PAGASA выпустило предупреждение о циклоне и выдала ему имя Рамиль вечером этого же дня, практически в то же время JTWC выпустил оповещение о формировании тропического циклона. Утром 2 ноября JMA повысило статус циклона до тропического шторма, получившего имя Дамри, а к вечеру статус был повышен повторно, до жесткого тропического шторма. На следующий день было объявлено, что циклон достиг силы тайфуна. Такое стремительное усиление урагана было вызвано слабым сдвигом ветра и теплым океаном (температура поверхностного слоя была 27-28 °C). 4 ноября тайфун вышел на сушу в провинции Кханьхоа, Вьетнам, после чего начал стремительно терять силу и полностью рассеялся к раннему утру 5 ноября.
Во Вьетнаме погибло 142 человека, а ущерб был оценен в миллиард долларов. Тайфун Рамиль был самым сильным тайфуном, вышедшим на сушу на территории Вьетнама, за последние 16 лет Россия выделила Вьетнаму 5 миллионов долларов финансовой помощи и 40 тонн гуманитарного груза.

### Тропический шторм Хайкуй (Саломе)
9 ноября PAGASA начало отслеживать тропическую депрессию, возникшую к юго-востоку от Сорсогона, и назначило ей имя Саломе. К 12 часам того же для JMA повысило статус циклона до тропического шторма и выдало ему имя Хайкуй.
Шторм вышел на сушу в провинции Батангас, прошел над территорией Филиппин и направился на запад, в сторону Китая.
Ущерб Филиппинам составил 218.5 миллионов песо, но жертв удалось избежать.

### Тропический шторм Кироги (Тино)
16 ноября PAGASA начало отслеживать тропическую депрессию, расположенную над морем Сулу, получившую имя Тино. Вечером этого же дня циклон вышел на сушу недалеко от города Пуэрто-Принсеса и продолжил движение на запад. На следующий день циклон усилился до тропического шторма и получил имя Кироги от JMA.
Общие экономические потери Вьетнама были оценены в 10 миллионов долларов. Оставшаяся от шторма энергия влилась в тропический циклон Окхи, сформировавшийся в северной части Индийского океана.

### Тропический шторм Кай-так (Урдуджа)
10 декабря JTWC начал отслеживать тропическую депрессию, расположенную в 130 километрах от Палау. На следующий день JMA так же классифицировало циклон как тропическую депрессию. В 9 утра этого же дня PAGASA так же объявило, что обнаружена тропическая депрессия и назначила ей имя Урдуджа. 13 декабря JTWC выпустил предупреждение о формировании тропического циклона, а 14 декабря JMA повысило статус циклона до тропического шторма, назначив ему имя Кай-так.
NDRRMC подтвердил гибель 83 человек и ущерб в 3,75 миллиарда песо экономического ущерба.

### Тайфун Тембин (Винта)
16 декабря JMA объявило о формировании тропической депрессии в 650 километрах к востоку от штата Трук, но она деградировала до зоны низкого давления к 18 декабря. 20 декабря система снова начала набирать мощь, JTWC выпустил предупреждение о формировании тропического циклона, а после вхождения циклона в свою зону ответственности PAGASA назначило циклону имя Винта. К 6 часам вечера JMA повысило статус циклона до тропического шторма, присвоив ему имя Темлин, при этом он находился в зоне с очень теплым океаном (температура поверхностных слоев воды достигала 29 °C и небольшим сдвигом ветра. На следующий день циклон усилился до сурового тропического шторма, в дальнейшем его сила колебалась между тропическим штормом и суровым тропическим штормом, пока он не достиг силы тайфуна к 24 декабря. Шторм вышел на сушу в провинции Палаван и полностью рассеялся над мысом Камау 26 декабря.
По состоянию на 27 декабря была подтверждена гибель 266 человек (из них 252 человека погибли на архипелаге Минданао), нанесенный ущерб был оценен в 2.1 миллиард песо. Из-за существенного ущерба ожидается, что PAGASA уберет имя Винта из своего списка имен штормов на сезон 2021 года.

## Имена циклонов
В северо-западной части Тихого океана Японское метеорологическое агентство (JMA) и PAGASA присваивают имена тропическим циклона, которые развиваются в зонах их ответственности. Эта ситуация часто приводит к появлению у одного шторма сразу двух имен. JMA от имени Международной Метеорологической Организации (ВМО) присваивает международные имена циклонам, в которых усредненная за 10 минут скорость ветра превышает 65 км/ч. PAGASA присваивает имена тропическим циклонам, которые проходят через зону своей ответственности, расположенной в квадрате с координатами 135°В-115°В и 5°С-25°С, независимо от наличия международного названия. Если тропический циклон вызвал существенные разрушения, то его имя удаляется из списков обеих организаций. Если все имена, зарезервированные для Филиппинского региона, будут исчерпаны, то будут использоваться имена из дополнительного списка, публикуемого каждый год. Имена, которые на были использованы в этом году, выделяет серый цвет.

### Международные имена
В течение сезона 2017 года в западной части Тихого океана сформировались 27 тропических циклонов, которые удовлетворяли критериям JMA и получили собственные имена, они сведены в таблицу ниже.
| Muifa | Merbok | Nanmadol | Talas | Noru    | Kulap  | Roke | Sonca | Nesat  | Haitang | Nalgae | Banyan  | Hato   | Pakhar |
| Sanvu | Mawar  | Guchol   | Talim | Doksuri | Khanun | Lan  | Saola | Damrey | Haikui  | Kirogi | Kai-tak | Tembin |        |

JMA выбирала имена циклонов из особого списка из 140 имен, специально разработанного 14 странами, входящих в комитет по тайфунам ВМО. В сезоне 2017 года два имени (Хато и Лан) использовались впервые, они заменили имена Ваши (использовано в 2011 году) и Винсент (использовано в 2012 году), удаленные из списка из-за разрушительного характера соответствующих циклонов. После подведения итогов сезона 2017 года было решено удалить из списка имена Хато, Кай-так и Темблин, имена пришедшие им на смену будут официально озвучены в течение 2019 года.

### Филиппинские имена
В течение сезона PAGASA назначило имена 22 тропическим циклонам, которые образовались в его зоне ответственности или перемещались через неё, в таблице они даны без транскрипции.

| Auring                     | Bising                    | Crising                    | Dante                    | Emong                     |
| Fabian                     | Gorio                     | Huaning                    | Isang                    | Jolina                    |
| Kiko                       | Lannie                    | Maring                     | Nando                    | Odette                    |
| Paolo                      | Quedan                    | Ramil                      | Salome                   | Tino                      |
| Urduja                     | Vinta                     | Wilma (не использовано)    | Yasmin (не использовано) | Zoraida (не использовано) |
| Дополнительный список      |                           |                            |                          |                           |
| Alamid (не использовано)   | Bruno (не использовано)   | Conching (не использовано) | Dolor (не использовано)  | Ernie (не использовано)   |
| Florante (не использовано) | Gerardo (не использовано) | Herman (не использовано)   | Isko (не использовано)   | Jaime (не использовано)   |

Имена были взяты из того же списка, что использовался в 2013 году, его же планируется использовать в 2021 году. Списки почти совпадают, но после каждого использования из них изымают имена особо разрушительных ураганов (тех, чей ущерб превышает миллиард песо), в этом году из списка вычеркнуты имена Урдуха и Винта. Новые имена, заменяющие вычеркнутые, будут объявлены в 2018 году. 